# Alan Aguerre
Alan Aguerre (Buenos Aires, 23 agosto 1990) è un calciatore argentino, portiere del Central Córdoba (SdE).